# Ebba Thomsen
Ebba Thomsen (née le 3 mai 1887 à Copenhague et morte le 18 décembre 1973  dans la même ville) est une actrice danoise du cinéma muet.

## Filmographie

### Cinéma
- 1912 : Den glade løjtnant : Lucca
- 1912 : Strandingen i Vesterhavet : Comtesse Mira
- 1913 : Atlantis : Eva Burns
- 1913 : Den tredie magt : Baronesse Montrosa
- 1913 : Styrmandens sidste fart : Elna Beyer
- 1914 : A Deal with the Devil : Komtesse Ida
- 1914 : Arbejdet adler : Vita
- 1914 : Gar el Hama III : Katarina
- 1915 : Den sidste Nat : Leonora
- 1915 : En Skæbne : Christel Reynold (en tant que Ebba Thomsen-Lund)
- 1915 : En opstandelse : Marie
- 1915 : For Lykke og Ære : Madeleine Mercier
- 1915 : Kvinden, han frelste : Helene Marmontel
- 1915 : Mit Fædreland, min Kærlighed : Ellinor Green
- 1915 : Om kap med døden : Wife of the Chief of Police
- 1915 : Zigøjnerblod : Rhita
- 1916 : Blandt Samfundets Fjender : Irene Pincent (en tant que Ebba Thomsen-Lund)
- 1916 : Børnevennerne : Dora von Jahn
- 1916 : Danserindens hævn : Ilse Cante
- 1916 : Den frelsende Film : Ilse Weilbach - Film Actrice (en tant que Ebba Thomsen-Lund)
- 1916 : Det stjaalne ansigt : Mary, Georges hustru
- 1916 : Det unge Blod : Lydia (en tant que Ebba Thomsen Lund)
- 1916 : En Skilsmisse : Claire (en tant que Ebba Thomsen-Lund)
- 1916 : For sin Dreng : Mrs. Morton
- 1916 : Hendes ungdomsforelskelse : Clara
- 1916 : Lyset og Livet : Gudrun
- 1916 : Selskabsdamen : Esther Helland
- 1916 : The End of the World d'August Blom : Dina West
- 1916 : Viljeløs Kærlighed : Gerty (en tant que Ebba Thomsen-Lund)
- 1917 : Hotel Paradis de Robert Dinesen : Mrs. Schultze
- 1917 : Krigens Fjende : Elisa Vogeler
- 1917 : Naar Hjertet sælges : Dina - His Daughter
- 1918 : De skraa Brædder
- 1918 : Hans Kæreste : Countess Clara
- 1918 : Lydia : Lydia, operetteprimadonna
- 1918 : Lykken : Mrs. Niemand
- 1918 : Lykketyven : Helen
- 1918 : Mands vilje : Sybil
- 1919 : Den Æreløse : Käthe
- 1919 : Dømmer ikke : Reine Jerome
- 1919 : Gøglerbandens adoptivdatter : Elena
- 1919 : Scenens Børn : Magda Irving - Actrice
- 1920 : En Skuespillers Kærlighed : Melitta
- 1920 : Lykkeper : Anitra
- 1921 : Hendes fortid : Judith
- 1921 : Munkens fristelser : Margrethe
- 1922 : Timeglasset
- 1923 : Republikaneren : Vera - Utzin's Daughter
- 1924 : Min ven privatdetektiven : Elisa
- 1925 : Det store hjerte : Sylvia

### Courts-métrages
- 1912 : Lynstraalen
- 1912 : Pro forma
- 1912 : Tante Bines Testamente
- 1912 : The Black Chancellor
- 1912 : The Clown's Revenge
- 1912 : The Governor's Daughter
- 1912 : Vanquished
- 1913 : A Victim of Intrigue
- 1913 : During the Plague
- 1913 : Døvstummelegatet
- 1913 : Et skud i mørket
- 1913 : Flugten gennem Luften
- 1913 : Fødselsdagsgaven
- 1913 : Guldmønten
- 1913 : His Unknown Brother
- 1913 : Hustruens Ret
- 1913 : Pressens Magt
- 1913 : Through the Test of Fire
- 1913 : Under Blinkfyrets Straaler
- 1914 : Amors Krogveje
- 1914 : Et Kærlighedsoffer
- 1915 : 500 Kroner inden Lørdag
- 1915 : I Farens Stund
- 1916 : Danserindens Kærlighedsdrøm
- 1916 : En Skilsmisse (II)